# Lista odcinków He-Man i władcy wszechświata (1983)
Lista odcinków serialu animowanego He-Man i władcy wszechświata (serial animowany 1983)
Serial emitowany był w latach 1983–1985 przez amerykańską stację telewizyjną USA Network. Serial w Polsce po raz pierwszy pojawił się w programie TVP2 w 1986 roku (nadawany był w czwartki o 19:05).

## Sezon 1 (1983)
| Odcinek | Tytuł                        | Scenariusz                            | Reżyser        | Morał               |
| ------- | ---------------------------- | ------------------------------------- | -------------- | ------------------- |
| 1       | The Cosmic Comet             | Tom Ruegger, Larry DiTillio           | Steve Clark    | Wojownik            |
| 2       | The Shaping Staff            | Paul Dini                             | Lou Kachivas   | Orko                |
| 3       | Disappearing Act             | David Chappe, Robby London            | Lou Zukor      | Wojownik            |
| 4       | Diamond Ray of Disappearance | Robby London                          | Lou Zukor      | He-Man              |
| 5       | She-Demon of Phantos         | Ron Schultz, Sam Schultz              | Gwen Wetzler   | He-Man              |
| 6       | Teela's Quest                | Paul Dini                             | Marsh Lamore   | Teela               |
| 7       | The Curse of the Spellstone  | Marc Scott Zicree                     | Ed Friedman    | Wojownik            |
| 8       | The Time Corridor            | Larry DiTillio                        | Lou Zukor      | He-Man              |
| 9       | The Dragon Invasion          | Michael Reaves                        | Gwen Wetzler   | Orko                |
| 10      | A Friend in Need             | J. Brynne Stephens                    | Ed Friedman    | He-Man              |
| 11      | Masks of Power               | Douglas Booth                         | Marsh Lamore   | Teela, Orko         |
| 12      | Evil-Lyn's Plot              | Paul Dini                             | Lou Kachivas   | Teela               |
| 13      | Like Father, Like Daughter   | Janis Diamond                         | Lou Kachivas   | Teela               |
| 14      | Colossor Awakes              | J. Brynne Stephens                    | Lou Kachivas   | He-Man, Teela       |
| 15      | A Beastly Sideshow           | Peter L. Dixon, Roddy London          | Gwen Wetzler   | He-Man              |
| 16      | Reign of the Monster         | Marc Scott Zicree                     | Steve Clark    | Orko                |
| 17      | Daimar the Demon             | J. Brynne Stephens                    | Hal Sutherland | Adam                |
| 18      | Creatures from the Tar Swamp | Richard Pardee, Paul Dini             | Marsh Lamore   | Adam                |
| 19      | Quest for He-Man             | Paul Dini                             | Steve Clark    | Zodak               |
| 20      | Dawn of Dragoon              | Robby London                          | Ed Friedman    | He-Man              |
| 21      | The Royal Cousin             | Robby London                          | Ernie Schmidt  | He-Man, Orko        |
| 22      | Song of Celice               | Michael Reaves, J. Brynne Stephens    | Gwen Wetzler   | Teela               |
| 23      | The Return of Orko's Uncle   | Douglas Booth                         | Marsh Lamore   | Orko                |
| 24      | Wizard of Stone Mountain     | Janis Diamond, Paul Dini              | Lou Kachivas   | Teela               |
| 25      | Evilseed                     | Barney Cohen                          | Bob Arkwright  | Teela               |
| 26      | Ordeal in the Darklands      | Marc Scott Zicree                     | Gwen Wetzler   | Teela, Wojownik     |
| 27      | Orko's Favorite Uncle        | Douglas Booth                         | Steve Clark    | Orko                |
| 28      | The Defection                | Ron Schultz, Sam Schultz              | Marsh Lamore   | He-Man, Teela       |
| 29      | Prince Adam No More          | Paul Dini                             | Gwen Wetzler   | Orko                |
| 30      | The Taking of Grayskull      | Janis Diamond                         | Ed Friedman    | Orko                |
| 31      | A Tale of Two Cities         | Richard Pardee                        | Marsh Lamore   | He-Man              |
| 32      | Search for the VHO           | Jeffry O'Hare, Arthur Browne Jr.)     | Gwen Wetzler   | Wojownik            |
| 33      | The Starchild                | J. Brynne Stephens, Arthur Browne Jr. | Lou Zukor      | Czarodziejka        |
| 34      | The Dragon's Gift            | Larry DiTillio                        | Lou Zukor      | Teela               |
| 35      | The Sleepers Awaken          | Douglas Booth                         | Ed Friedman    | Orko, Cringer       |
| 36      | The Search                   | David Wise                            | Steve Clark    | Zodak               |
| 37      | It's Not My Fault            | Ron Schultz, Sam Schultz              | Ed Friedman    | Orko                |
| 38      | Valley of Power              | Douglas Booth                         | Lou Zukor      | He-Man              |
| 39      | Trouble in Arcadia           | David Wise                            | Gwen Wetzler   | He-Man, Teela       |
| 40      | House of Shokoti (1)         | Larry DiTillio                        | Lou Kachivas   | Taran               |
| 41      | House of Shokoti (2)         | Larry DiTillio                        | Marsh Lamore   | Adam                |
| 42      | Double Edged Sword           | Robby London                          | Gwen Wetzler   | He-Man              |
| 43      | The Mystery of Man-E-Faces   | Paul Dini                             | Lou Zukor      | Orko                |
| 44      | The Region of Ice            | Patrick Duncan                        | Ernie Schmidt  | Wojownik            |
| 45      | Orko's Missing Magic         | Larry DiTillio                        | Ernie Schmidt  | Orko, Adam          |
| 46      | Eternal Darkness             | Misty Stewart                         | Lou Kachivas   | Teela               |
| 47      | Keeper of the Ancient Ruins  | Lee Robert                            | Bill Reed      | He-Man              |
| 48      | Return of Evil               | Richard Pardee                        | Steve Clark    | Teela               |
| 49      | Return of the Gryphon        | David Wise                            | Gwen Wetzler   | Wojownik, Orko      |
| 50      | Temple of the Sun            | Jeffry O'Hare, Patrick Duncan         | Lou Kachivas   | He-Man              |
| 51      | City Beneath the Sea         | Larry DiTillio                        | Gwen Wetzler   | Wojownik, Orko      |
| 52      | Teela's Trial                | David Wise                            | Marsh Lamore   | Wojownik            |
| 53      | Dree Elle's Return           | Robby London                          | Lou Kachivas   | Orko                |
| 54      | Game Plan                    | Coslough Johnson                      | Lou Kachivas   | He-Man              |
| 55      | Eye of the Beholder          | Jeffry O'Hare, David Wise             | Marsh Lamore   | Teela               |
| 56      | Quest for the Sword          | Marc Richards                         | Ed Friedman    | He-Man              |
| 57      | Castle of Heroes             | Mel Gilden                            | Ernie Schmidt  | Adam                |
| 58      | The Once and Future Duke     | Phyllis White                         | Lou Zukor      | He-Man              |
| 59      | The Witch and the Warrior    | Paul Dini                             | Marsh Lamore   | Teela               |
| 60      | The Return of Granamyr       | Larry DiTillio                        | Ernie Schmidt  | He-Man, Król Randor |
| 61      | Pawns of the Game Master     | Paul Dini                             | Steve Clark    | Orko                |
| 62      | Golden Disks of Knowledge    | John Berwick, David Wise              | Ed Friedman    | He-Man              |
| 63      | The Huntsman                 | Larry DiTillio                        | Lou Zukor      | Teela               |
| 64      | The Remedy                   | Ron Schultz, Sam Schultz              | Bill Reed      | Teela               |
| 65      | The Heart of a Giant         | Robby London, David Wise              | Ernie Schmidt  | Orko                |

## Sezon 2 (1984-1985)
| Odcinek | Tytuł                             | Scenariusz                                          | Reżyser             | Morał                                |
| ------- | --------------------------------- | --------------------------------------------------- | ------------------- | ------------------------------------ |
| 66/1    | The Cat and the Spider            | Larry DiTillio                                      | Gwen Wetzler        | Prince Adam, Katrina                 |
| 67/2    | The Energy Beast                  | Rowby Goren                                         | Marsh Lamore        | Teela, Orko                          |
| 68/3    | Day of the Machines               | David Wise                                          | Lou Kachivas        | Teela                                |
| 69/4    | The Gamesman                      | Antoni Zalewski                                     | Steve Clark         | He-Man, Teela                        |
| 70      | Fisto's Forest                    | Douglas Booth                                       | Lou Kachivas        | Teela                                |
| 71      | The Rarest Gift of All            | J. Brynne Stephens                                  | Gwen Wetzler        | Orko                                 |
| 72      | The Great Books Mystery           | Harvey Brenner                                      | Bill Reed           | Teela, Orko                          |
| 73      | Origin of the Sorceress           | J. Michael Straczynski                              | Marsh Lamore        | He-Man                               |
| 74      | Island of Fear                    | Antoni Zalewski                                     | Bill Reed Lou Zukor | Prince Adam, Teela                   |
| 75      | To Save Skeletor                  | Paul Dini, Beth Bornstein                           | Lou Kachivas        | Fisto                                |
| 76      | The Ice Age Cometh                | Robert White                                        | Ed Friedman         | Prince Adam, Teela                   |
| 77      | Trouble in Trolla                 | Larry DiTillio                                      | Ernie Schmidt       | Wojownik, Orko                       |
| 78      | Betrayal of Stratos               | David Wise                                          | Steve Clark         | He-Man, Orko                         |
| 79      | Disappearing Dragons              | Larry DiTillio                                      | Ernie Schmidt       | He-Man                               |
| 80      | The Shadow of Skeletor            | Rowby Goren                                         | Steve Clark         | Taran, Wielotważ                     |
| 81      | The Arena                         | Warren Greenwood                                    | Ernie Schmidt       | Wojownik                             |
| 82      | Attack from Below                 | Michael Kirschenbaum                                | Marsh Lamore        | Teela, Orko                          |
| 83      | Into the Abyss                    | Robert Lamb                                         | Steve Clark         | He-Man, Wojownik                     |
| 84      | Fraidy Cat                        | Phil Harnage                                        | Ed Friedman         | He-Man, Orko, Cringer                |
| 85      | The Rainbow Warrior               | Robert Forward Jr., Leslie Wilson                   | Gwen Wetzler        | Teela, Królowa Marlena               |
| 86      | A Trip to Morainia                | Steve Bussard                                       | Steve Clark         | Teela                                |
| 87      | Things That Go Bump in the Night  | John Curtin                                         | Lou Kachivas        | Adam                                 |
| 88      | Three on a Dare                   | Misty Stewart                                       | Marsh Lamore        | Adam                                 |
| 89      | Just a Little Lie                 | J. Brynne Stephens                                  | Bill Reed           | Teela, Orko                          |
| 90      | One for All                       | Robert White                                        | Ed Friedman         | Adam                                 |
| 91      | Jacob and the Widgets             | Harvey Brenner                                      | Ed Friedman         | Teela                                |
| 92      | The Littlest Giant                | Douglas Booth                                       | Lou Kachivas        | Orko                                 |
| 93      | Trouble's Middle Name             | J. Michael Straczynski                              | Steve Clark         | Teela                                |
| 94      | Journey to Stone City             | J. Michael Straczynski                              | Ed Friedman         | Wojownik, Orko                       |
| 95      | A Bird in the Hand                | Phil Harnage                                        | Richard Trueblood   | Teela                                |
| 96      | Battlecat                         | D.C. Fontana, Richard Fontana                       | Richard Trueblood   | Wojownik, Orko                       |
| 97      | The Time Wheel                    | Mel Gilden, Mel Gilden, Larry DiTillio              | Bill Reed           | He-Man                               |
| 98      | Search for the Past               | Misty Stewart, Misty Stewart, Larry DiTillio        | Ernie Schmidt       | Orko                                 |
| 99      | Hunt for He-Man                   | Antoni Zalewski                                     | Marsh Lamore        | He-Man, Cringer, Drak                |
| 100     | The Greatest Show on Eternia      | Rowby Goren                                         | Gwen Wetzler        | Adam, Orko                           |
| 101     | Not so Blind                      | Robert Lamb                                         | Gwen Wetzler        | Adam                                 |
| 102     | Revenge is Never Sweet            | Douglas Booth                                       | Ernie Schmidt       | Orko, Teela                          |
| 103     | The Good Shall Survive            | Richard Pardee                                      | Bill Reed           | He-Man, Orko                         |
| 104     | The Secret of Grayskull           | John Curtin                                         | Richard Trueblood   | Wojownik, Orko                       |
| 105     | No Job Too Small                  | Don Heckman                                         | Marsh Lamore        | Wojownik                             |
| 106     | The Bitter Rose                   | Michael Chase Walker                                | Ed Friedman         | Wojownik                             |
| 107     | The Gambler                       | Antoni Zalewski, Antoni Zalewski, Larry DiTillio    | Richard Trueblood   | Adam, Orko                           |
| 108     | Teela's Triumph                   | Joseph Botsford                                     | Gwen Wetzler        | Wojownik                             |
| 109     | Orko's New Friend                 | Shelley Karol, Warren Greenwood                     | Ernie Schmidt       | Orko                                 |
| 110     | The Problem with Power            | Robert Forward Jr., Leslie Wilson, Tom Tataranowicz | Gwen Wetzler        | Orko                                 |
| 111     | Trouble                           | J. Michael Straczynski                              | Ed Friedman         | Wojownik, Orko                       |
| 112     | The Eternia Flower                | Barbara Chain                                       | Ed Friedman         | Teela                                |
| 113     | Happy Birthday Roboto             | Larry DiTillio                                      | Lou Kachivas        | Teela                                |
| 114     | Battle of the Dragons             | J. Michael Straczynski                              | Steve Clark         | Man-At-Arms                          |
| 115     | Time Doesn't Fly                  | Jina Bacarr                                         | Marsh Lamore        | He-Man                               |
| 116     | Here, There, Skeletors Everywhere | Cinnamon Wengrod                                    | Steve Clark         | Wojownik, Orko                       |
| 117     | Beauty and the Beast              | Don Heckman                                         | Ernie Schmidt       | He-Man, Orko, Teela, Książę Morrogor |
| 118     | Orko's Return                     | J. Larry Carroll                                    | Ernie Schmidt       | Orko                                 |
| 119     | Visitors from Earth               | Mike Hazy                                           | Gwen Wetzler        | Queen Marlena                        |
| 120     | Monster on the Mountain           | Rowby Goren                                         | Lou Kachivos        | Orko, Teela                          |
| 121     | The Magic Falls                   | J. Michael Straczynski                              | Ernie Schmidt       | Wojownik, Orko                       |
| 122     | Search for a Son                  | Drew Lawrence                                       | Bill Reed           | Teela                                |
| 123     | Mistaken Identity                 | J. Michael Straczynski                              | Bill Reed           | Adam, Cringer                        |
| 124     | The Toy Maker                     | Karen Willson, Chris Weber                          | Lou Kachivos        | Orko                                 |
| 125     | Bargain with Evil                 | Larry DiTillio                                      | Bill Reed           | He-Man                               |
| 126     | Capture the Comet Keeper          | Robert Lamb                                         | Lou Kachivos        | Teela                                |
| 127     | The Ancient Mirror of Avathar     | Robert Lamb                                         | Steve Clark         | He-Man                               |
| 128     | The Games                         | J. Michael Straczynski                              | Richard Trueblood   | Wojownik                             |
| 129     | To Save the Creatures             | Don Heckman                                         | Gwen Wetzler        | He-Man, Orko, Teela, Ricky           |
| 130     | The Cold Zone                     | J. Michael Straczynski                              | Marsh Lamore        | Wojownik                             |